# Кимпань-де-Помезеу
Кимпань-де-Помезеу, Кимпані-де-Помезеу (рум. Câmpani de Pomezeu) — село у повіті Біхор в Румунії. Входить до складу комуни Помезеу.
Село розташоване на відстані 393 км на північний захід від Бухареста, 43 км на південний схід від Ораді, 97 км на захід від Клуж-Напоки, 142 км на північний схід від Тімішоари.

## Населення
За даними перепису населення 2002 року у селі проживали 507 осіб, з них 503 особи (99,2%) румунів. Рідною мовою 503 особи (99,2%) назвали румунську.